# Généalogie des Árpád
Ceci est la généalogie de la dynastie Árpád, qui régna en Hongrie de 896 à 1301.

## Généalogie détaillée
A1. Ügiek, ép. Emese de Dentümoger.
- B1. Álmos (820 - v. 895), duc de Hongrie.
  - C1. Árpád († 907), duc de Hongrie (895-907).
    - D1. Liüntika ou Levente, prince de Hongrie.
    - D2. Tarkatzus ou Tarhos.
      - E1. Teveli.
        - F1. Tormás ou Termatzus († 955), vivait à Byzance.
          - G1. Koppány (tué en 997 ou 998), duc en Somogy.

    - D3. Jelekh l'Épicurien ou Üllő.
      - E1. Ezelekh.

    - D4. Jutotzas ou Jutas.
      - E1. Falitzi ou Fajsz († 10.08.955, bataille de Lechfeld), prince de Hongrie (948-955).
      - E2. Tas († ap. 950).

    - D5. Zaltas (ou Soltan, Zolta, Zoltán, Zulta) († 948), duc de Hongrie (907-948).
      - E1. Taksony ou Toscus (v. 905 - v. 972), duc de Hongrie (955 - v. 972).
        - F1. Géza ou Geyza (v. 945 - 1er février 997), duc de Hongrie (v. 972 - 997). Ép. (1) v. 967 (séparés av. 975) Sarolta de Transylvanie († ap. 988), fille de Gyula, prince de Transylvanie ; (2) v. 985 Adelajda Piast († ap. 997) (veuve de son frère Mihály).
          - G1. (1) Judith († ap. 987), ép. en 985 Boleslav Ier Piast (967 - 17 juin 1025), roi de Pologne.
          - G2. (1) Une fille, ép. av. 985 Sizzo, comte en Thuringe.
          - G3. (1) Une fille († ap. 988), ép. en 987 Gabriel-Radomir, tsar de Bulgarie.
          - G4. (1) St-Étienne Ier (István I) (entre 969 et 975 - 15 août 1038), duc (997-1000), puis roi de Hongrie (1000-1038). Il fut le premier souverain hongrois à devenir chrétien. Il fut couronné le 25 décembre 1000, et canonisé le 20 août 1083. Ép. en 996 Gisela de Bavière (985 - 7 mai 1065), de la famille des Liudolfides.
            - H1. Hedwig (1001 - ap. 1068), ép. Edmond d'Angleterre.
            - H2. Ottó (né v. 1002, mort jeune).
            - H3. St-Emmerich ou Imre (1007 - 2 novembre 1031), canonisé le 5 novembre 1083. Ép. v. 1022 Argyra Argyre († ap. 1031), fille de Romain III Argyre († 1034), empereur d'Orient.

          - G5. (2) Skolasztika, religieuse.
          - G6. (2) Maria († 1026), ép. en 1009 Otone Orseolo, doge de Venise.
          - G7. (2) Une fille, ép. entre 1005 et 1010 Sámuel Aba († 1044), roi de Hongrie.

        - F2. Mihály ou Michael († v. 978), duc entre March et Gran. Ép. Adelajda Piast († ap. 997).
          - G1. Vazul ou Basil († 1037), duc entre March et Gran. Ép. soit une femme de la famille Tátony, soit peut-être la fille de Samuel, tsar des Bulgares.
            - H1. Levente (v. 1012 - 1046 ou 1047). Il est le dernier membre de la famille à ne jamais avoir été chrétien.
            - H2. André Ier le Catholique (András I) (v. 1014 - 1060), roi de Hongrie (1046-1060). Ép. en 1038 Anastasia Iaroslavna de Kiev (née en 1021 ou 1022).
              - I1. Adelaide (v. 1040 - 27 janvier 1062), ép. en 1057 Wratislaw II Premysl († 1092), roi de Bohême.
              - I2. Salomon (1052 - tué en 1087), roi de Hongrie (1063-1074). Il fut couronné deux fois : en 1057 et en 1063. Ép. en 1063 Judith Maria (1047 - v. 1100).
                - J1. Zsófia († v. 1110), ép. Poppo, Graf von Berg.

              - I3. David (ap. 1053 - ap. 1094).
              - I4. (mère inconnue) György. D'après les Europäische Stammtafeln, il partit en Angleterre avec Edward Aetheling en 1055 et s'établit en Écosse où il devint l'ancêtre de la famille Drummond.

            - H3. Béla Ier (v. 1016 - 11 septembre 1063), roi de Hongrie (1060-1063). Ép. Ryksa Piast († ap. 1053).
              - I1. St-Ladislas Ier (László I) (v. 1040 - 29 juillet 1095), roi de Hongrie (1077-1095). Il fut couronné d'abord en 1077 puis en 1081 avec la Sainte-Couronne. Il fut canonisé en 1192. Ép. en 1077 Adelheid Zähringen († entre 1079 et 1090), fille de Berchtold I, Graf von Zähringen.
                - J1. (mère inconnue) Une fille, ép. av. 1091 Vladimir († 1123), comte de Volhynie.
                - J2. Ste-Irène ou Piroska († 13 août 1134), ép. en 1104 ou 1105 Jean II Calojohannès Comnène (1087 ou 1088 - 8 avril 1143), empereur d'Orient.

              - I2. Géza Ier (1044 ou 1045 - 25 avril 1077), roi de Hongrie (1074-1077), non couronné. Ép. (1) v. 1062 Sophie von Looz († v. 1065) (sans enfants) ; (2) ap. 1065 Synadena Synadène († ap. 1077), fille de Théodolus Synadène.
                - J1. Koloman le Bibliophile (Kálmán Könyves) (entre 1065 et 1070 - 3 février 1116), roi de Hongrie (1095-1116) et de Croatie (1105-1116). Ép. 1°) en 1097 Félicie de Hauteville († v. 1102), fille de Roger de Hauteville et d'Éremberge d'Évreux ; 2°) en 1104 Euphemia Vladimirovna de Kiev († 4 avril 1139), fille de Vladimir II, grand-duc de Kiev.
                  - K1. (1) Zsófia, ép. Saul, dont le fils Saul fut choisi par Étienne II pour être son successeur, mais il ne parvint jamais au trône.
                  - K2. (1) Étienne II le Foudre (István II) (1101 - 1er mars 1131), roi de Hongrie et de Croatie (1116-1131), couronné en 1105 et en 1116. Ép. (1) Cristiana di Capua, fille de Roberto, comte de Capoue ; (2) en 1121 Adelheid von Riedenburg, fille de Stefan von Riedenburg, Burggraf von Regensburg. Sans postérité.
                  - K3. (1) László (1101 - 1112).
                  - K4. (1) Une fille, ép. v. 1117 Vladimir († 1153), prince de Galicie.
                  - K5. (2) Borisz Conrad (v. 1112 - 1154 ou 1155), prétendant au trône de Hongrie à la mort de son père. Ép. Anne Doukas, fille de Constantin Doukas.
                    - L1. Constantinos Calamanos, régent de Cilicie (1163-1175). Il gouverna en Cilicie où il eut des descendants.
                    - L2. Stephanos, régent de Cilicie (1164).

                - J2. Almos de Hongrie (v. 1068 - 1er septembre 1127), roi de Croatie (1091-1095) (il fut placé sur ce trône par son père en remplacement de son oncle Zwonimir). Ép. le 21 août 1104 Predslava Sviatopolkovna de Kiev, fille de Sviatopolk II, grand-prince de Kiev.
                  - K1. Adelaide (entre 1105 et 1107 - 15 septembre 1140), ép. v. 1123 Sobieslav Ier Premysl (v. 1075 - 14 février 1140), duc de Bohême.
                  - K2. Béla II l'Aveugle (Béla II Vak) (entre 1108 et 1110 - 13 février 1141), roi de Hongrie et de Croatie (1131-1141), couronné le 28 avril 1131. Ép. le 28 avril 1127 Jelena Nemanja († ap. 1146), fille de Stepan Uros I Nemanja, prince de Raska.
                    - L1. Elizabeth (née v. 1128), ép. Mieszko III le Vieux Piast (1126 ou 1127 - 1202), prince de Grande Pologne.
                    - L2. Géza II (1130 - 31 mai 1162), roi de Hongrie et de Croatie (1141-1162), couronné le 16 février 1141. Ép. v. 1146 Euphrosina Mstislavna de Kiev († v. 1193), fille de Mstislav Ier, grand-prince de Kiev.
                      - M1. Erzsébet (1144 ou 1145 - ap. le 12 janvier 1190), ép. ap. 1157 Friedrich Premysl (v. 1142 - 25 mai 1189), roi de Bohême.
                      - M2. Étienne III (István III) (1147 - 4 mars 1172), roi de Hongrie et de Croatie (1162)(1163-1172), couronné en juin 1162. Ép. (1) en 1167 N. de Galicie, divorcés en 1168 ; (2) en 1168 Agnes von Babenberg (v. 1154 - 13 janvier 1182), fille de Heinrich II, duc d'Autriche, et de Théodora Comnène.
                        - N1. (1) Béla (né et mort en 1167).
                        - N2. (2) Un garçon († v. 1172).

                      - M3. Béla III (v. 1148 - 23 avril 1196), roi de Hongrie et de Croatie (1172-1196), couronné roi de Hongrie le 13 janvier 1173 ; roi de Dalmatie. Ép. (1) (divorcés en 1169) Marie Comnène (1152 - 1182), fille de Manuel Ier Comnène, empereur d'Orient, et de Bertha von Babenberg ; (2) en 1172 Agnès d'Antioche (aussi appelée Anne) († 1184), fille de Renaud de Châtillon, prince d'Antioche ; (3) v. 1185 Théodora Comnène ; (4) en 1186 Marguerite de France (1158 - 1197), fille de Louis VII le Jeune, roi de France.
                        - N1. (2) Emmerich (1174 - 30 novembre 1204), roi de Hongrie et de Croatie (1196-1204), couronné en 1182. Ép. en 1198 Constance d'Aragon († 23 juin 1222).
                          - O1. Ladislas III l'Enfant (1199 - 7 mai 1205), roi de Hongrie et de Croatie (1204-1205), couronné en 1204.

                        - N2. (2) Margaret (1175 - ap. 1223), ép. 1°) en 1185 Isaac II Ange (v. 1155 - 12 avril 1204), empereur d'Orient ; 2°) en 1204 Boniface Ier (1150 - 4 septembre 1207), marquis de Montferrat et roi de Thessalonique.
                        - N3. (2) André II le Jérosolymitain (András II) (1176 - 21 septembre 1235), roi de Hongrie et de Croatie (1205-1235), couronné le 29 mai 1205. Ép. (1) av. 1203 Gertrud von Diessen († assassinée le 8 septembre 1213), fille de Berthold VI von Diessen, comte de Méranie ; (2) en 1215 Yolande de Courtenay (1196 - 1233) ; (3) le 14 mai 1234 à Székesfehérvar Béatrice d'Este (1215 - 1245), fille d'Aldobrandino Ier, marquis d'Este.
                          - O1. (1) Mária (1203 ou 1204 - 1237 ou 1238), ép. en 1221 Iwan Asen II Asen († 1241), tsar de Bulgarie.
                          - O2. (1) Béla IV (novembre 1206 - 3 mai 1270), roi de Galicie (1216-1235), de Hongrie et de Croatie (1235-1270), couronné en 1214. Ép. en 1218 Marie Lascaris († 1270), fille de Théodore Ier Lascaris, empereur de Nicée.
                            - P1. Margaret l'Aînée (1220 ou 1221 - 20 avril 1242), ép. v. 1240 Guillaume de Saint-Omer, seigneur de Thèbes.
                            - P2. Ste-Kunigunda (1224 - 24 juillet 1292), canonisée le 16 juin 1999. Ép. en 1239 Boleslav V le Pudique Piast (21 juin 1226 - 7 décembre 1279), prince de Cracovie et de Sandomir.
                            - P3. Anna (1226 ou 1227 - ap. 1270), ép. en 1243 Rostislav († 1262), prince de Tchernigov, duc de Galicie, ban de Serbie et de Slavonie, tsar de Bulgarie.
                            - P4. Katalin (v. 1229 - 1242).
                            - P5. Erzsébet ou Elizabeth (1236 - 24 octobre 1271), ép. en 1250 Heinrich I von Wittelsbach (19 novembre 1235 - 3 février 1290), duc de Basse-Bavière.
                            - P6. Konstancja ou Constance (née en 1237), ép. en 1251 ou 1252 Lev (dynastie des Rurikides) (v. 1228 - 1301), roi de Galicie.
                            - P7. Étienne V le Kuman (István V) (décembre 1239 - 6 août 1272), roi de Hongrie et de Croatie (1270-1272), couronné avant 1246. Ép. en 1253 Elizabeth de Kuman (1240 - ap. 1290), fille de Zayhan, prince de Kuman.
                              - Q1. Erzsébet ou Elizabeth (1255 - entre 1323 et 1326), ép. (1) en 1287 Zavis von Rosenberg zu Falkenstein († 24 août 1290) ; (2) Stepan V Uros II Milutin Nemanja († 1321), roi de Serbie.
                              - Q2. Katalin (v. 1256 - ap. 1314), ép. v. 1269 Stepan IV Nemanja VI Dragutin († 1316), roi de Serbie.
                              - Q3. Mária (v. 1257 - 25 mars 1323), ép. en 1270 Charles II le Boiteux d'Anjou (1254 - 6 mai 1309), roi de Naples et de Jérusalem, comte de Provence.
                              - Q4. Une fille, née en 1258, ép. Sventislav Jakab, tsar de Bulgarie.
                              - Q5. Ágnes ou Anna (v. 1260 - v. 1281), ép. v. 1272 Andronic II le Vieux Paléologue (25 mars 1259 - 13 février 1332), empereur d'Orient.
                              - Q6. Ladislas IV le Kuman (László IV Kun) (1262 - assassiné le 10 juillet 1290), roi de Hongrie et de Croatie (1272-1290), couronné en août 1272. Ép. le 5 septembre 1272 Isabelle d'Anjou (1261 - entre 1290 et 1304).
                              - Q7. András (1268 - 1278), duc de Slavonie.

                            - P8. Ste-Margaret la Jeune (ap. avril 1242 - 18 janvier 1270), abbesse, canonisée en 1943.
                            - P9. Béla (1243 - 1269), duc de Slavonie, de Croatie et de Dalmatie (1264-1269). Ép. le 25 octobre 1264 Cunégonde d'Ascanie (Kunigunde von Brandenburg) († ap. le 9 juin 1292), fille d'Othon III d'Ascanie, margrave de Brandebourg.
                            - P10. Jolán ou Ilona (1244 - 6 mars 1298), ép. entre 1250 et 1256 Boleslav VI le Pieux Piast (ap. 1221 - 1279), prince de Grande-Pologne.

                          - O3. (1) Ste-Élizabeth (1207 - 17 novembre 1231), canonisée le 28 mai 1235. Ép. en 1221 Louis IV († 1227), landgrave de Thuringe.
                          - O4. (1) Kálmán ou Koloman (1208 - tué en 1241), duc de Croatie (1208-1241), de Galicie (1214-1219 et 1219-1221) et de Carinthie. Ép. en 1214 Salome Piast (1211 - 10 novembre 1268), fille de Leszek II Piast, duc de Cracovie.
                          - O5. (1) András (entre 1210 et 1212 - 1234), roi de Galicie. Ép. entre 1221 et 1227 Maria Mstislavna de Novgorod, fille de Mstislav, prince de Novgorod.
                            - P1. Erzsébet († 1295 ou 1296), ép. Moys de Daro († 1280), prince couman, palatin de Hongrie.

                          - O6. (2) Jolán ou Ilona (v. 1215 - 9 octobre 1251), ép. le 8 septembre 1235 à Barcelone Jacques Ier le Conquérant (1207 - 1276), roi d'Aragon.
                          - O7. (3) István (1236 - 1271), duc de Slavonie, patrice de Venise. Ép. 1°) en 1263 Elisabetta Traversari († 1264), fille de Guglielmo Traversari, patrice de Ravenne ; 2°) Tommasina Sbarra Morosini († 1300), fille de Micaele Sbarra Morosini, patrice de Venise.
                            - P1. (1) István (né en 1264, mort jeune).
                            - P2. (2) André III le Vénitien (András III) (v. 1265 - 14 janvier 1301), roi de Hongrie et de Croatie (1290-1301), couronné le 28 juillet 1290. Ép. (1) en 1290 Fenenna Piast († v. 1295), fille de Ziemomysl Piast, duc de Kujavie ; (2) le 13 février 1296 Agnès de Habsbourg (18 mai 1281 - 10 juin 1364), fille d'Albert Ier de Habsbourg, duc d'Autriche, et d'Élisabeth de Carinthie.
                              - Q1. (1) Erzsébet (1292 - 6 mai 1338), religieuse.

                        - N4. (2) Salomon (mort jeune).
                        - N5. (2) István (mort jeune).
                        - N6. (2) Konstancja (v. 1180 - 6 décembre 1240), ép. en 1198 Przemysl Ottokar Ier le Victorieux (v. 1155 - 15 décembre 1230), roi de Bohême.
                        - N7. (2) Une fille.
                        - N8. (mère inconnue) Erzsébet, ép. Bökény Cseklészi.

                      - M4. Géza (v. 1150 - av. 1210), ép. ap. 1190 N.
                        - N1. 'Alexios (ap. 1190 - ap. 1217)
                        - N2. un autre fils (ap. 1190 - ap. 1209).

                      - M5. Árpád (né en 1150, mort jeune).
                      - M6. Odola ou Adèle, ép. v. 1164 Svatopulk Premysl († ap. le 15 octobre 1169).
                      - M7. Ilona (v. 1158 - 25 mai 1199), ép. an 1174 Leopold V le Vieux de Babenberg (1157 - 31 décembre 1194), duc d'Autriche et de Styrie.
                      - M8. Margit ou Marguerite (née en 1162), ép. (1) v. 1177 Isaac Mikrodoukas ; (2) András, Obergespan de Somogy.

                    - L3. Ladislas II (1131 - 14 janvier 1163), roi de Hongrie et de Croatie (1162-1163), couronné en juillet 1162. Ép. Judith Premysl, fille de Boleslav III, prince de Pologne.
                      - M1. Mária, ép. entre 1165 et 1167 Niccólo Michieli, patrice de Venise.

                    - L4. Étienne IV (István IV) (v. 1133 - 11 avril 1165), roi de Hongrie et de Croatie (1163), couronné le 27 janvier 1163. Ép. en 1156 Marie Comnène, fille d'Isaac Comnène. Sans postérité.
                    - L5. Álmos (né en 1134, mort jeune).
                    - L6. Zsófia (née en 1136 ou 1137), religieuse.

                  - K3. Hedwig († v. 1140), ép. av. 1132 Adalbert II le Dévôt de Babenberg (1107 - 9 novembre 1137).

                - J3-7. Deux garçons et trois filles, dont l'une épouse un membre de la famille Miskloc.

              - I3. Lambert (v. 1050 - v. 1095).
              - I4. Zsófia († 18 juin 1095), ép. (1) en 1062 ou 1063 Ulrich I von Weimar († 1070), Markgraf von Carniole ; (2) en 1070 ou 1071 Magnus Billung († 1106), duc de Saxe.
              - I5. Euphemia ou Ludmilla († 2 avril 1111), ép. v. 1066 Otto I Premysl (Othon Ier le Bel) († 1087), prince de Moravie.
              - I6. Helene ou Ilona († ap. 1091), ép. Zvonimir-Dmitar († 1089), roi de Croatie.
              - I7. Une fille, ép. Lampert Hontpázmány († 1132).
              - I8. Adelhaid (v. 1050 - ap. 1104), ép. Friedrich II, Graf von Bogen.
              - I9. Maria (née entre 1053 et 1055), ép. entre 1068 et 1074 Andronic Doukas († ap. 1081), empereur d'Orient.

          - G2. Ladislas ou László († 1029), duc entre March et Gran. Ép. v. 1000 Premislavna Vladimirovna de Kiev († v. 1015), fille de Vladimir Ier, grand-prince de Kiev.
            - H1. Bonuslo († 1048), duc entre March et Gran.

## Arbre généalogique simplifié
```
                  (i) 
Álmos
 820 - v. 895, duc de Hongrie
                        │
                (ii) 
Árpád
, duc de Hongrie 895-907
                        │ 
           ┌────────────┴──────────┐
        Jutas                 (iii) 
Zoltan

           │                     907-?
           │                       │
   (iv) 
Fausz
                (v) 
Taksony

                                948–972
                                   │
                       ┌───────────┴────────────────────────────────────────┐
                 (vi) 
Géza
 972–997                                       Mihály     
                       │                                                    │
        ┌──────────────┴───────┬───────────────┐                            │
    Etienne I
er
               Marie          Gisèle                       Vazul
  (vii) 997–1000               ∞                ∞                           │
  (1) 1000–1038        
Ottone Orseolo
   (3)Samuel Aba 1041–1044             │
        │                      │                                            │
        │                      │                     ┌──────────────────────┤
     Emeric         (2 et 4) 
Pierre Orseolo
     (5) André I
er
        (6) Béla I
er
 1060–1063 
                               1038–1041         1046–1060                  │
                                                     │                      │
                                                     │             ┌────────┴──────┐
                                              (7) 
Salomon I
er
   8) Géza I
er
     (9) Ladislas I
er

                                              1063–1074         1074–1077       1077–1095
                                                                   │
                                        ┌──────────────────────────┤
                                  (10) Coloman                   Álmos
                                    1095–1116                      │
                                        │                          │
                                 (11) 
Etienne II
           (12) 
Béla II

                                    1116–1131                  1131–1141
                                                                   │
                        ┌─────────────────────┬────────────────────┤
                 (13) Géza II        (15) Ladislas II      (16) Etienne IV
                     1141–1162            1162–1163            1163–1164
                        │                 
            ┌───────────┴──────────┐ 
 (14) 
Etienne III
        (17) 
Béla III

       1162–1172               1172–1196
                                   │
                       ┌───────────┴──────────┐  
               (18) Emeric I
er
         (20) 
André II

                   1196–1204              1205–1235
                       │                      │
                       │                    ┌─┴──────────────────────┐
            (19) Ladislas III       (21) Béla IV                   Etienne
                   1204–1205            1235–1270                    │
                                            │                        │
                                            │                        │
                                     (22) 
Etienne V
          (24) 
André III

                                        1270–1272                1290–1301
                                            │
                                            │
                                     (23) 
Ladislas IV
     
                                        1272–1290
```

## Pour approfondir